# Džhánsí
Džhánsí (hindsky झाँसी, anglicky Jhansi) je město v indickém svazovém státě Uttarpradéši. Má přibližně půl miliónu obyvatel a je správním střediskem svého okresu.

## Poloha
Džhánsí leží v regionu Bundelkhand v nadmořské výšce kolem 250 metrů. Ze správního hlediska leží v jihozápadním výběžku Uttarpradéše – hranice mezi Uttarpradéšem a Madhjapradéšem leží jen několik kilometrů severozápadně a několik kilometrů jihovýchodně. Nejbližší větší město je miliónový Gválijar ležící přibližně sto kilometrů severozápadně v Madhjapradéši.

## Obyvatelstvo
Obyvatelstvo mluví převážně hindsky a urdsky. Nejvyznávanějším náboženstvím je přibližně s 81 % hinduismus, po něm následuje s přibližně 16 % islám. Dále ve městě žijí rovněž menšinové komunity vyznavačů džinismu, sikhismu, buddhismu a křesťanství,